# Statistique de Maxwell-Boltzmann

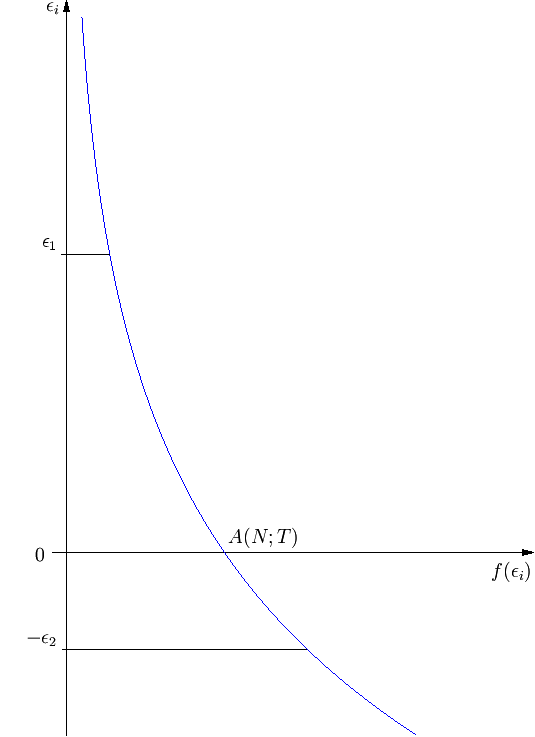
Représentation graphique de la statistique de Maxwell-Boltzmann

La statistique de Maxwell-Boltzmann est une loi de probabilité ou distribution utilisée en physique statistique pour déterminer la répartition des particules entre différents niveaux d'énergie. Elle est notamment à la base de la théorie cinétique des gaz.

## Énoncé

### Formulation discrète
On se donne un système de N particules pouvant prendre les différents états d'énergie discrets Ei. À l'équilibre thermodynamique, le nombre Ni de particules dans un état d'énergie donné Ei est :
{\displaystyle N_{i}={\frac {N}{Z(T)}}~g_{i}\mathrm {e} ^{-\beta E_{i}}={\frac {N}{\sum _{j}g_{j}\mathrm {e} ^{-E_{j}/k_{B}T}}}~g_{i}\mathrm {e} ^{\frac {-E_{i}}{k_{B}T}}\,}
où
- gi est la dégénérescence de l'état d'énergie Ei, c'est-à-dire le nombre d'états possédant l'énergie Ei ;
- kB est la constante de Boltzmann ;
- T est la température du système (celui-ci doit donc être à l'équilibre) ;
- {\displaystyle \beta ={\frac {1}{k_{B}T}}}
- Z(T) est la fonction de partition du système.

### Formulation continue
On considère un système de N particules pouvant prendre continûment tout état d'énergie entre zéro et l'infini. Le nombre dNE de particules possédant une énergie entre E et E + dE est :
{\displaystyle \mathrm {d} N_{E}={\frac {N}{Z(T)}}~g(E)\mathrm {e} ^{-\beta E}\,\mathrm {d} E={\frac {N}{\int g(\varepsilon )\mathrm {e} ^{-\varepsilon /k_{B}T}\mathrm {d} \varepsilon }}~g(E)\mathrm {e} ^{\frac {-E}{k_{B}T}}\,\mathrm {d} E}
où : 
- g(E) est la dégénérescence du système (densité de probabilité des états ayant une énergie comprise entre E et E + dE) ;
- {\displaystyle \beta ={\frac {1}{k_{B}T}}} ;
- Z(T) est la fonction de partition du système.

## Température de Boltzmann
Cette température est associée à deux états de particules identiques, en général à deux états entre lesquels une transition optique peut être observée.
Le rapport des populations N2 / N1 de ces deux états, et la différence des énergies de ces états E2 – E1 définissent la température de Boltzmann TB par l'équation :
{\displaystyle N_{2}/N_{1}=\exp \left(-{\frac {E_{2}-E_{1}}{k_{B}T}}\right)}
Lorsque N2 est supérieur à N1, c'est-à-dire lorsqu'il y a inversion de population, le résultat est une température négative qui est acceptée par convention. En spectroscopie, un rayon de fréquence ν est amplifié par le milieu si TB est négatif ou si TB est supérieur à la température du rayon déduite, par la loi de Planck, de sa fréquence et de sa radiance.

## Limitations
La statistique de Maxwell-Boltzmann a été bâtie en supposant l'absence d'interaction entre les particules concernées : elle n'est donc valable en toute rigueur que pour un gaz parfait classique. Elle est toutefois utilisable aussi comme approximation du comportement d'un gaz réel quand il est possible de négliger les interactions entre ses particules, mais ne peut s'appliquer, par exemple, à aucun liquide.
De plus, cette statistique est construite dans le cadre de la mécanique classique ; elle ne s'applique donc que lorsque les effets quantiques sont négligeables, par exemple à des températures suffisamment hautes. À basse température, elle doit être remplacée par la statistique de Bose-Einstein pour les bosons et la statistique de Fermi-Dirac pour les fermions.
Pour comparer ces trois statistiques, il est utile de reformuler la statistique de Maxwell-Boltzmann en posant :
{\displaystyle \mathrm {e} ^{-\mu /k_{B}T}={\sum _{j}g_{j}\mathrm {e} ^{-E_{j}/k_{B}T}}\,}
d'où :
{\displaystyle n_{i}={\frac {N_{i}}{N}}={\frac {g_{i}\mathrm {e} ^{-E_{i}/k_{B}T}}{\mathrm {e} ^{-\mu /k_{B}T}}}={\frac {g_{i}}{\exp \left({\frac {E_{i}-\mu }{k_{B}T}}\right)}}.}

## Applications

### Biophysique
En électrophysiologie cellulaire, on décrit souvent les mécanismes d'ouverture et de fermeture des canaux ioniques par une fonction de Boltzmann simplifiée quand ceux-ci sont dépendants du voltage transmembranaire souvent appelé « Potentiel de repos ».
Lorsqu'on étudie la dépendance du phénomène d'ouverture (activation) d'un canal ionique en fonction du voltage transmembranaire imposé par l'expérimentateur, la formule utilisée (appelée « Fonction de Boltzmann ») est :
{\displaystyle {\frac {G(V)}{G_{\max }}}={\frac {1}{1+\mathrm {e} ^{\frac {V-V_{1/2}}{k_{B}}}}}},
où
- V est le voltage transmembranaire ;
- G(V) est la conductance ionique associée aux canaux, dépendante du voltage transmembranaire ;
- Gmax est la conductance maximale ;
- V1/2 est le voltage transmembranaire pour lequel la moitié des canaux sont ouverts, ici c'est le voltage de demi-activation ;
- k décrit la dépendance de l'ouverture des canaux par rapport au changement de voltage, nommé dans la littérature « constante de pente ».

La même formule peut représenter la dépendance du phénomène de fermeture (inactivation) d'un canal ionique en fonction du voltage transmembranaire, V1/2 est alors le voltage de demi-inactivation.
Dans les deux cas ci-dessus, la fonction de Boltzmann décrit les valeurs de la « variable d'activation » ou de la « variable d'inactivation », en fonction du voltage transmembranaire. Elle ne s'applique qu'aux mesures faites à l'état stable, on parle donc de « variable d'activation à l'état stable » ou de « variable d'inactivation à l'état stable ». Cette fonction prend des valeurs réelles dans l'intervalle ]0;1[.
La fonction de Boltzmann est ici utilisée pour décrire les résultats expérimentaux issus de la mesure des courants ioniques de membrane en conditions de voltage imposé (en anglais voltage-clamp), par la technique à double microélectrode ou par celle dite du patch-clamp. On peut ainsi déterminer les propriétés des différentes catégories de courants ioniques membranaires. Les paramètres V1/2 et k servent à caractériser les propriétés d'un canal ionique et à la modélisation informatique des propriétés électriques d'une cellule.